# Disney Platform Distribution
Disney Platform Distribution (un nombre comercial de Disney – ABC International Television, Inc.) es el responsable de la distribución de entretenimiento filmado con y sin marca de The Walt Disney Company, que ahora distribuye más de 30,000 horas de contenido a más de 1300 emisoras en 240 territorios, en todo el mundo. La compañía es propiedad de Disney Entertainment, una división de The Walt Disney Company.
Todos sus contenidos se emiten en los diferentes canales y plataformas pertenecientes a The Walt Disney Company.

## Historia

### Capital Cities/ABC Video Enterprises
Capital Cities/ABC Video Enterprises (CAVE) se incorporó el 27 de enero de 1987, como una compañía auxiliar de producción, video y distribución propiedad de Capital Cities/ABC. En diciembre de 1992, CAVE realineó su alta dirección mediante la creación del presidente de Capital Cities/ABC Video Productions para supervisar sus unidades de producción como Ultra Entertainment, Hemisphere Group y CapCities/ABC Video Productions y nombrar a Archie C. Purvis para ocupar el puesto. Joseph Y. Abrams fue promovido para reemplazar a Purvis como presidente de ABC Distribution Co. Ambos informaron al presidente de CAVE International, John T. Healy.
Para el 25 de julio de 1993, CAVE y DIC Animation City formaron una empresa conjunta de producción, DIC Entertainment LP, para proporcionar material para que CAVE lo distribuyera en el mercado internacional.

### ABC Cable and International Broadcast Group
A principios de octubre de 1993, CAVE fue promovido a un grupo, ABC Cable & International Broadcast Group (ACIBG), y fue trasladado fuera del grupo de transmisión a un informe directo al CEO de CC/ABC con Herb Granath continuando como presidente. El grupo continuó en el sitio de participaciones en ESPN, A&E y las compañías de cable de Lifetime, ventas de programas internacionales y coproducción y servicios de programas extranjeros interesados en Eurosport, RTL-2 de Alemania, Japan Sport Network y el animador de DIC. El 12 de octubre, Ambroco Media Group, Inc. se formó bajo Purvis para trabajar con socios extranjeros para el desarrollo y producción de programas. Capital Cities/ABC Video Enterprises cambió su nombre legal el 21 de octubre a Capital Cities/ABC Cable & International Broadcasting, Inc. y luego el 15 de diciembre a ABC Cable and International Broadcast, Inc. En enero de 1994, ABC Network anunció el retiro de Purvis y el final de las operaciones de Ambroco.

### Disney–ABC International Television
Con la fusión Disney-CC/ABC, Disney Television and Telecommunications se separaron en abril de 1996, Walt Disney Television International fue transferido a Capital Cities/ABC en abril de 1996. CC/ABC combinó las unidades internacionales, Walt Disney Television International y ACIBG, en Disney–ABC International Television (DAIT) en julio de 1996. ABC Cable and International Broadcast el 19 de octubre de 1999, pasó a llamarse Disney–ABC International Television, Inc. En febrero de 1999, DAIT comenzó a operar bajo el nombre de Buena Vista International Television.
El 14 de mayo de 2007, se retiró el nombre de Buena Vista International Television para Disney–ABC International Television. La oficina de Asia Pacífico en abril de 2008 renovó su acuerdo de películas de varios años con Zee Studio, un canal indio de películas por cable básico. En octubre de 2015, en Mipcom en Cannes, Disney Media Distribution France extendió su acuerdo de cine y televisión con Canal Plus Group agregando películas de estreno que incluyen los derechos de Lucasfilm y SVOD para CanalPlay a partir de enero de 2016.